# Онуфрієнко Юрій Іванович
Юрій Іванович Онуфрієнко (нар. 6 лютого 1961, Рясне, УРСР, СРСР) — російський льотчик-космонавт, полковник, Герой Російської Федерації.

## Біографія
Народився у селі Рясне Золочівського району Харківської області. Навчався в Ряснянській восьмирічній школі та Золочівській середній школі № 1, яку закінчив в 1978 році. Після школи вступив в Єйське вище воєнне авіаційне училище льотчиків (ВВАУЛ) імені В. М. Комарова, яке закінчив в 1982 році з дипломом льотчика-інженера.
З 7 лютого 1982 року служив в 229 авіаційному полку винищувачів-бомбардувальників Далекосхідного воєнного округу спочатку льотчиком, а з 22 травня 1983 року — старшим льотчиком. З 21 листопада 1984 року служив в 209 авіаційному полку винищувачів-бомбардувальників. 22 квітня 1989 року був зарахований кандидатом у космонавти-випробувачі в центрі підготовки космонавтів. Із червня 1989 року по січень 1991 року проходив курс загальнокосмічної підготовки, по результатах якої 1 лютого 1991 року йому була присвоєна кваліфікація «космонавт-випробувач». Також з квітня 1991 по квітень 1994 року проходив підготовку по програмі орбітальної станції «Мир».
З 1992 року по квітень 1994 року проходив підготовку на факультеті «Аерокосмологія» в Міжнародному центрі навчальних систем, після закінчення якого отримав кваліфікацію «інженер-еколог» і міжнародний сертифікат на звання «магістр екологічного менеджменту».
З 1994 по 1995 рік кілька разів входив в дублюючі екіпажі як командир екіпажу. Перший космічний політ зробив з 21 лютого по 2 вересня 1996 року як командир космічного корабля «Союз ТМ-23» та орбітальної станції «Мир» спільно з Юрієм Володимировичем Усачовим і Шеннон Люсид (США). Під час польоту здійснив шість виходів у відкритий космос загальною тривалістю 30,5 годин. Загальна тривалість польоту склала 193 діб 19 годин 7 хвилин і 35 секунд.
З 28 липня 1997 входив до дублюючого екіпажу 1-ї експедиції на МКС як командир екіпажу, а також в основний екіпаж 3-ї експедиції на МКС разом з Михайлом Владиславовичем Тюріним. У зв'язку з переформуванням екіпажів 20 жовтня 1997 був призначений командиром дублюючого екіпажу 2-ї експедиції на МКС і основного екіпажу 4-ї експедиції на МКС разом з Карлом Уолзом (США) і Деніелом Берше (США).
Другий космічний політ зробив з 5 грудня 2001 по 19 червня 2002 року як командир 4-ї експедиції на МКС разом з Карлом Уолзом і Деніелом Берше. Старт був зроблений на шатлі STS-108. Під час польоту зробив два виходи у відкритий космос загальною тривалістю 12 годин 2 хвилини. Посадку на Землю здійснив на шатлі STS-111. Загальна тривалість польоту склала 195 діб 19 годин 39 хвилин і 17 секунд.
17 березня 2004 призначений на посаду заступника начальника 1-го управління РГНІІ «Центр підготовки космонавтів». Має 2-й розряд з лижного спорту та шахів; захоплюється риболовлею, фотосправою і тенісом.

## Нагороди та звання
- Герой Російської Федерації (16 жовтня 1996) — за успішне здійснення міжнародного космічного польоту на орбітальному науково-дослідному комплексі «Мир» і проявлені при цьому мужність і героїзм
- Орден «За заслуги перед Вітчизною» IV ступеня (2 лютого 2004) — за мужність та високий професіоналізм, виявлені при здійсненні космічного польоту на Міжнародній космічній станції
- Медаль «За заслуги в освоєнні космосу» (12 квітня 2011) — за великі заслуги в області дослідження, освоєння і використання космічного простору, багаторічну сумлінну працю, активну громадську діяльність
- Орден Почесного легіону (Франція, 1997)
- Дві медалі «За космічний політ» (НАСА)
- Медаль «За громадські заслуги» (НАСА)